# روتلو
روتلو (به ایتالیایی: Rotello) یک کومونه در ایتالیا است که در استان کامپوباسو واقع شده‌است. روتلو ۷۰٫۰ کیلومتر مربع مساحت و ۱٬۳۲۲ نفر جمعیت دارد.